# Deuterocohnia seramisiana
Deuterocohnia seramisiana är en gräsväxtart som beskrevs av R.Vásquez, Ibisch och Elvira Angela Gross. Deuterocohnia seramisiana ingår i släktet Deuterocohnia och familjen Bromeliaceae.
Artens utbredningsområde är Bolivia. Inga underarter finns listade i Catalogue of Life.